# Erotic Reruns
Erotic Reruns è il quinto album in studio del gruppo musicale statunitense Yeasayer, pubblicato nel 2019.

## Tracce
Testi e musiche di Chris Keating, Anand Wilder e Ira Wolf Tuton.
1. People I Loved – 2:46
2. Ecstatic Baby – 2:54
3. Crack a Smile – 3:52
4. Blue Skies Dandelions – 3:05
5. Let Me Listen in on You – 3:52
6. I'll Kiss You Tonight – 3:03
7. 24-Hour Hateful Live! – 2:52
8. Ohm Death – 2:54
9. Fluttering in the Floodlights – 3:52